# Жизнь в квадратах
Жизнь в квадратах (англ. Life in Squares) — британский многосерийный телевизионный фильм, выходивший на телеканале BBC 2 с 27 июля по 10 августа 2015 года.

## Сюжет
Сериал рассказывает об активных членах группы Блумсбери. Их жизнь полна творчества и свободной любви, когда остальной мир только учится раскрепощаться. Название сериала отсылает к высказыванию писательницы Дороти Паркер, которая писала, что члены группы «жили в квадратах, рисовали в кружках, любили в треугольниках».
1904 год. Вирджиния Стивен страдает от нервных срывов, у нее уже была одна попытка суицида. Ванесса Стивен пытается вырваться из оков общества. После смерти родителей девушки переезжают к братьям, в чьем доме на Гордон-сквер собираются молодые прогрессивные деятели искусства. В их кружок входит Литтон Стрейчи, который однажды приводит на встречу своего кузена Дункана Гранта, молодого гомосексуального художника.
После смерти старшего брата Эдриана Ванесса выходит замуж за Клайва Белла, но очень скоро понимает, что на самом деле безответно влюблена в Гранта. Тот в свою очередь постоянно меняет партнеров. Вирджиния замужем за молодым писателем Леонардом Вулфом, но это никак не повлияло на ее расшатанные нервы.
Приближается Первая мировая война. Ванесса, уже давно не живущая вместе с законным супругом, снимает небольшое поместье Чарльстон(Восточный Сассекс), где вместе с ней поселяются Грант и его любовник Дэвид Гарнетт, который, впрочем, не ограничивается отношениями с молодым темпераментным художником. Ванесса видит страдания любимого человека и предлагает ему неожиданный выход: завести вместе ребенка.

## Актёрский состав
| Актёр              | Роль                                                                                |
| ------------------ | ----------------------------------------------------------------------------------- |
| Ив Бест            | Ванесса Белл, художница, сестра Вирджинии Вулф                                      |
| Фиби Фокс          | молодая Ванесса Белл (Стивен)                                                       |
| Кэтрин Маккормак   | Вирджиния Вулф, писательница, сестра Ванессы Белл                                   |
| Лидия Леонард      | молодая Вирджиния Вулф (Стивен)                                                     |
| Руперт Пенри-Джонс | Дункан Грант, художник                                                              |
| Джеймс Нортон      | молодой Дункан Грант                                                                |
| Гай Генри          | Леонард Вулф, писатель, супруг Вирджинии Стивен                                     |
| Ал Уиверс          | молодой Леонард Вулф                                                                |
| Джек Дэвенпорт     | Дэвид Гарнет, писатель                                                              |
| Бен Ллойд-Хьюз     | молодой Дэвид Гарнетт, любовник Дункана Гранта                                      |
| Люси Бойнтон       | Ангелика Гарнет (Белл), дочь Ванессы Белл и Дункана Гранта, супруга Дэвида Гарнетта |
| Эндрю Хэвилл       | Клайв Белл, критик, официальный супруг Ванессы Белл                                 |
| Сэм Хор            | молодой Клайв Белл                                                                  |
| Эд Бёрч            | Литтон Стрейчи, писатель, кузен и бывший любовник Гранта                            |
| Джеймс Норткот     | Эдриан Стивен, младший брат Ванессы и Вирджинии Стивен                              |
| Эдмунд Кингсли     | Джон Мейнард Кейнс, экономист                                                       |
| Финн Джонс         | Джулиан Белл, старший сын Ванессы и Клайва Беллов                                   |
| Дебора Финдли      | тётя Джейн                                                                          |